# Канака-Бар
Канака-Бар (англ. Kanaka Bar) — індіанська резервація в Канаді, у провінції Британська Колумбія, у межах регіонального округу Томпсон-Нікола.

## Населення
За даними перепису 2016 року, індіанська резервація нараховувала 71 особу, показавши зростання на 373,3%, порівняно з 2011-м роком. Середня густина населення становила 55,7 осіб/км².
З офіційних мов обидвома одночасно не володів жоден з жителів, тільки англійською — 70. Усього 5 осіб вважали рідною мовою не одну з офіційних, з них усі — одну з корінних мов.
Працездатне населення становило 63,6% усього населення, рівень безробіття — 42,9%.

## Клімат
Середня річна температура становить 8,1°C, середня максимальна – 21,1°C, а середня мінімальна – -8,3°C. Середня річна кількість опадів – 632 мм.
| Клімат поселення                              | Клімат поселення | Клімат поселення | Клімат поселення | Клімат поселення | Клімат поселення | Клімат поселення | Клімат поселення | Клімат поселення | Клімат поселення | Клімат поселення | Клімат поселення | Клімат поселення | Клімат поселення |
| Показник                                      | Січ.             | Лют.             | Бер.             | Квіт.            | Трав.            | Черв.            | Лип.             | Серп.            | Вер.             | Жовт.            | Лист.            | Груд.            |                  |
| Середній максимум, °C                         | 3,70             | 6,41             | 10,04            | 13,77            | 17,74            | 21,11            | 20,40            | 20,81            | 16,57            | 11,09            | 4,96             | 1,58             |                  |
| Середня температура, °C                       | −2,28            | 0,40             | 4,05             | 7,77             | 11,74            | 15,11            | 17,88            | 18,26            | 14,01            | 8,54             | 2,42             | −0,95            |                  |
| Середній мінімум, °C                          | −8,28            | −5,59            | −1,95            | 1,76             | 5,75             | 9,11             | 15,33            | 15,72            | 11,48            | 6,00             | −0,12            | −3,5             |                  |
| Норма опадів, мм                              | 91               | 59               | 51               | 33               | 31               | 30               | 26               | 27               | 33               | 62               | 94               | 95               |                  |
| Середньомісячна швидкість вітру, м/с          | 2.03             | 2.10             | 2.30             | 2.60             | 2.40             | 2.38             | 2.20             | 2.00             | 1.77             | 1.90             | 2.00             | 1.99             |                  |
| Середньомісячна сонячна радіація, кДж/м²·день | 3277             | 6536             | 10675            | 15683            | 19535            | 21156            | 22065            | 18871            | 13382            | 7434             | 3645             | 2572             |                  |
| --------------------------------------------- | ---------------- | ---------------- | ---------------- | ---------------- | ---------------- | ---------------- | ---------------- | ---------------- | ---------------- | ---------------- | ---------------- | ---------------- | ---------------- |
| Джерело:                                      |                  |                  |                  |                  |                  |                  |                  |                  |                  |                  |                  |                  |                  |